# Pritchardia arecina
Pritchardia arecina es una especie de palmera originaria de las Islas Hawái, donde se encuentra en el bosque húmedo en las laderas norte y noreste del Haleakala, Maui oriental, a 450-1300 m de altitud. 

## Descripción
Alcanza un tamaño de 15 m de altura, con los márgenes proximales del pecíolo con moderadas a abundantes fibras; limbo ligeramente ondulado a casi plano, dividida a 1/4 o 1/3, superficie abaxial plateada grisáceo a rojizo algo oscuro, puntas rígidas del segmento; inflorescencias compuestas de 1 o 2 panículas, raquilas permanentemente revestidas de fieltro denso, como a casi indumento lanoso; las frutas de 45 x 38-40 mm, elipsoides.

## Taxonomía
Pritchardia arecina fue descrita por  Odoardo Beccari y publicado en Webbia  iv. 224 (1913).
Etimología
Pritchardia: nombre genérico otorgado en honor de William Thomas Pritchard, Cónsul británico en Fiyi.
arecina: epíteto
Sinonimia
- Styloma arecina (Becc.) O.F.Cook[4][5]